# Conanthera parvula
Conanthera parvula är en enhjärtbladig växtart som först beskrevs av Rodolfo Amando Philippi, och fick sitt nu gällande namn av Muñoz-schick. Conanthera parvula ingår i släktet Conanthera och familjen Tecophilaeaceae. Inga underarter finns listade i Catalogue of Life.